# Baxi
Baxi S.p.A. è un'azienda italiana produttrice di apparecchi per il riscaldamento oggi facente parte della multinazionale olandese BDR Thermea.

## Storia
Sorse nel 1925 a Bassano del Grappa (VI) con la denominazione Smalteria e Metallurgica Veneta, su iniziativa dei fratelli Adolf e August Westen, di origine tedesca, assieme ad altri soci, con capitale sociale di lire 3 milioni.
Le attività dell'impresa ebbero inizio con la produzione di stoviglie smaltate, e con la successiva espansione produttiva avvenuta negli anni seguenti, vennero diversificate le attività produttive: stoviglie ed utensili di acciaio inossidabile, articoli per latterie, caseifici e oleifici oltre a vasche da bagno ed articoli sanitari, radiatori di acciaio nonché apparecchi domestici per la cottura e il riscaldamento.
Registrò un notevole sviluppo nel periodo antecedente e successivo alla seconda guerra mondiale, ed il numero di addetti crebbe dai 530 iniziali agli oltre 2.000 del 1965. Inoltre venne aperto anche un altro stabilimento a Sambuceto (CH).
All'inizio degli anni  Settanta la  Smalteria e Metallurgica Veneta  attraversa un periodo di profonda crisi che sfocia alla fine del 1975 al licenziamento di tutti i dipendenti (ne erano rimasti circa 1300) ed alla messa in liquidazione dell'azienda che è rilevata nel 1976 dopo alterne vicende da un gruppo misto formato dalla finanziaria Brenta (controllata da G.E.P.I.) e dalla  friuliana Zanussi, che negli anni successivi rileverà il pacchetto di maggioranza
L'anno successivo la Zanussi creò la Zanussi Climatizzazione S.p.A., che si concentrò sulla produzione di caldaie e impianti per il riscaldamento dell'acqua.
Nel 1984 giunse una nuova crisi, quella della Zanussi, che portò alla cessione dell'azienda alla El.Fi. di Verolanuova (BS) dei fratelli Luigi e Gianfranco Nocivelli, che fu rinominata OCEAN Idroclima S.p.A..
Nel 1999 la britannica Baxi Group Ltd acquisisce l'azienda che da allora fino al 2010 è stata una sua controllata ed assume l'attuale denominazione. Due anni più tardi viene chiuso lo stabilimento di Sambuceto.
Nel 2010 comincia la fusione con il Gruppo olandese BDR, di cui fanno parte Remeha e DeDietrich, che si consolida alla fine del 2012 con la nascita del Gruppo BDR Thermea che nel 2018 registra ricavi di 1,7 miliardi di euro con oltre 6.500 dipendenti.  Il maggiore impianto produttivo europeo è quello di Bassano del Grappa che nel 2018 ha registrato un fatturato di 287 milioni (con un aumento del 12,5% rispetto al 2017) con 700 dipendenti e 540.000 caldaie prodotte.